# 우리의 20세기
《우리의 20세기》(영어: 20th Century Women)은 2016년 12월에 개봉한 미국의 코미디, 드라마 영화이다. 마이크 밀스가 감독과 각본을 맡았고, 아네트 베닝, 그레타 거윅, 엘 패닝, 루커스 제이드 주먼, 빌리 크루덥이 출연한다. 영화의 배경은 1970년대 미국이며, 감독 마이크 밀스의 유년 시절에서 영감을 받았다.
2016년 10월 8일 뉴욕 영화제에서 전세계 최초 상영되었다.

## 줄거리
1979년 남부 캘리포니아, 15세 소년 제이미는 55세 싱글맘 도로시아와 함께 살고 있다. 그들의 집에는 24세 사진작가 애비와 목수 겸 정비공 윌리엄이 세입자로 함께 지낸다. 제이미의 절친인 17세 줄리는 종종 제이미의 집에서 밤을 보내지만, 친구 관계를 망칠까 봐 그와 성관계를 갖는 것을 꺼린다.
도로시아는 아들과의 소통에 어려움을 느끼고 애비와 줄리에게 제이미 양육을 도와달라고 부탁한다. 제이미는 이 소식을 듣고 친구들과 함께 로스앤젤레스로 도망쳐 록 콘서트에 간다. 돌아온 제이미에게 줄리는 임신이 걱정된다는 이야기를 한다. 제이미는 애비와 함께 병원에 가고, 애비는 암이 완치되었지만 아이를 가질 수 없다는 것을 알게 된다. 제이미는 잡지에서 임신 테스트기에 대한 기사를 읽고 줄리를 위해 임신 테스트기를 사는데, 결과는 음성으로 나온다. 이에 감동한 애비는 제이미에게 믹스테이프를 만들어주고 자신의 과거를 털어놓는다.
어느 날, 도로시아는 줄리가 제이미의 창문으로 몰래 나가는 것을 보고 줄리와 대화를 나누게 된다. 이 과정에서 도로시아는 제이미의 아버지가 떠난 후 제대로 된 연애를 해본 적이 없다는 사실을 이야기한다. 도로시아는 애비에게 "현대 세계"를 보여달라고 부탁하고, 셋은 펑크 클럽에 간다. 거기서 윌리엄이 도로시아에게 키스하지만, 도로시아는 윌리엄과 애비가 성관계를 맺는다는 이유로 그를 거절한다. 이후 애비는 싸움에 휘말리고 윌리엄은 더 이상 애비와 잠자리를 하고 싶지 않다고 말한다. 애비는 제이미에게 찾아가 줄리가 제이미를 무력하게 만들고 있다며, 산타바바라에 갇히지 말라고 충고한다.
제이미는 애비에게 클럽에 데려가 달라고 부탁하고 술에 취해 한 여자와 키스를 한다. 한편, 도로시아는 윌리엄에게 하룻밤 관계가 아닌 진지한 연애를 하는 법을 가르쳐 준다. 애비가 제이미의 밤 이야기를 도로시아에게 전하지만, 도로시아는 아들이 세상에서 어떤 모습일지 볼 수 없다는 사실에 안타까워할 뿐 화를 내지는 않는다.
애비는 제이미에게 페미니즘 관련 책을 빌려주고 제이미는 흥미를 느끼지만, 도로시아는 그 내용이 제이미에게 너무 과하다며 애비를 나무란다. 저녁 식사 자리에서 애비는 생리 중이라 피곤하다고 말하고, 이 단어에 불편함을 느끼는 사람들에게 불만을 토로한다. 이 일은 줄리가 자신의 첫 생리와 첫 성관계 경험에 대해 이야기하는 계기가 된다.
제이미는 줄리에게 밤에 잠만 자고 싶다면 더 이상 집에 오지 말라고 말한다. 상처받은 줄리는 해안 도로 여행을 제안한다. 호텔에서 제이미는 줄리를 사랑한다고 고백하지만, 줄리는 너무 가깝기 때문에 성관계를 할 수 없다고 말한다. 둘은 다투고, 줄리는 제이미가 "다른 남자들과 똑같다"고 비난하자 제이미는 화를 내며 뛰쳐나간다. 줄리는 도로시아에게 전화를 걸고, 도로시아와 애비, 윌리엄이 도착했을 때 제이미는 이미 돌아와 있다. 도로시아는 제이미에게 애비와 줄리에게 도움을 청한 이유가 제이미가 자신보다 더 행복해지기를 바랐기 때문이라고 말하고, 제이미는 이미 잘 지내고 있었다고 생각했다고 답한다. 둘은 화해하고 산타바바라로 돌아가고, 도로시아는 처음으로 자신의 감정과 꿈에 대해 솔직하게 이야기한다.
에필로그에서 줄리는 피임약을 복용하고 뉴욕 대학교에 진학하지만, 제이미와 도로시아와는 연락이 끊긴다. 줄리는 사랑에 빠져 파리로 이사하고 아이를 갖지 않기로 결정한다. 애비는 산타바바라에 머물며 결혼하고, 차고에 사진 스튜디오를 차리고 두 아들을 낳는다. 윌리엄은 도로시아와 1년 더 살다가 세도나로 이사하여 도자기 가게를 열고, 결혼과 이혼을 반복하다가 재혼한다. 도로시아는 1983년에 남자를 만나 1999년에 전이성 폐암으로 사망할 때까지 함께 지낸다. 도로시아가 죽은 지 몇 년 후, 제이미는 결혼하여 아들을 낳고, 아들에게 도로시아를 설명하려고 노력하지만 실패한다.

## 출연
- 아네트 베닝 - 도러시아 필즈
- 그레타 거윅 - 애비게일 "애비" 포터
- 엘 패닝 - 줄리 햄린
- 루커스 제이드 주먼/비탈리 A. 르보(아역) - 제임스 "제이미" 필즈
- 빌리 크루덥 - 윌리엄
- 앨리아 쇼캇 - 트리시
- 대럴 브릿깁슨 - 줄리언
- 앨리슨 엘리엇 - 줄리 엄마
- 테아 길 - 애비 엄마
- 로라 슬레이드 위긴스 - 리넷 윈터스
- 내털리 러브 - 신디
- 왈리드 주아이터 - 찰리
- 커런 월터스 - 맷
- 존 빌링즐리 - 존스 의사
- 개러스 윌리엄스 - 소방대
- 핀 로버츠 - 팀 드래머
- 커크 보빌 - 저녁 식사 손님